# 日本回想療法学会
日本回想療法学会（にほんかいそうりょうほうがっかい）は、2000年に内閣総理大臣によって認証された特定非営利活動法人である。会員数は、650名。認知症の予防や進行抑制を目的として、心療回想法の研究を行い、「心療回想士」資格を認定している。所在地は茨城県取手市。

## 目的
心療回想法は、10歳～15歳の記憶に含まれるADLの忘却を防ぐことを目的としている。回想法はそれ自体では、認知症を改善するものではない。なぜなら、認知症の発症要因が加齢であり、βアミロイドの付着を回想法によって防ぎえるものではないからである。言い換えると、認知症になったとしてもADLを維持することができれば、介護の手間が大幅に軽減し、また、本人にとっても制約感を減らすことができる。こうした認知症への対応としての心療回想法とともに、回想法は扁桃体を刺激するところから、うつ病への治療として活用されている。また、がんなどによる「余命告知」後の心理的ケアとして、死の受容を目的として心療回想法が臨床活用されている。

## 記憶とADLの関係
日本回想療法学会では、ADL記憶の存在を示し、その記憶を維持することがADLを維持することだと提唱してきた。2012年4月に実施した調査で「ADL記憶」が数値的に検証された。もともと記憶とADLの関係はとらえにくく、概念もわかりにくいものだったが、以下のように規定して調査を実施した。

### ADLの規定
ADL(Activities of Daily Life)は、日々の生活に必要な基本的な生活行為とされているが、具体的には、どういった行為であるのかが実際のところ正確にとらえられているとは言えない状況であった。その理由は「どれくらい介護や介助を必要とするか」という視点が基本であったために、介護介助が「必要・不要」という判断基準で構成された測定項目がほとんどだったからだ。そこで、対象高齢者自身がどう動けるのか、という視点からADLを再度とらえる指標として30項目を選定した。さらに、記憶の調査項目においても、10歳～15歳の発達期間に誰でも必ず記憶している内容を抽出し、最後に「ニュース」を尋ねること、認知症のレベルをチェックした。
記憶とADLとの関係については、現場感覚としては理解されていたものの、数値的な表現が困難なこともあって理解することが難しい面もあった。そして、ADLに関しても加齢による認知症が誘引となった低下なのか、神経痛や事故といったことによる低下なのか、といった判断概念も今までの介護現場では気にすることもなかった。目の前の高齢者がどのような介護を必要とするか、という面だけで介護そのものが進展してきたのかもしれない。しかし、記憶とADLの関連が明らかになり、記憶の消失を抑制することが直接的にADLの低下を抑制することが明確になったことで、今後の介護は大きく変化することが期待される。
つまり、高齢者とのおしゃべりやコミュニケーションがより重視された介護へと進化するように感じられる。現在でもなお、お客様である高齢者とおしゃべりすることは、「サボり」だと規定し、介護実施中のおしゃべりを禁止している介護提供事業所が多く見受けられる。こうした「無言介護」は、ADLの低下を助長するばかりでなく、認知症症状そのものを進行させかねない。介護の基本理念が「現状機能の維持」であるならば、それを自らが否定することになるとも言えるだろう。

### 状況認識
老人介護施設における介護技術は、急速に進歩している。しかし、そのベクトルは、結果のフォローアップであり「介護度を重くしない」といった介護の予防への方向となると、高齢者に無理強いをするような運動をさせるような「身体的機能維持重視」となってしまうような現状がある。
日本回想療法学会では、「身体機能と記憶」というテーマに取り組んできた。その目的は、無理強いすることなく、楽しく介護度を維持・改善することであった。つまり、回想法を行うことで介護度を維持・改善しようとしてきた。本研究は、そうした方法の基礎となる「記憶とADL」の関係を明らかにする。

### 仮説
老化によるADLの低下の原因には2つある。1つは、身体機能そのものの老化で、筋力や神経系の鈍化、さらには病気や怪我によりADLが低下していくケース。2つめは、大脳の機能低下によりADLが低下するケースである。日本回想療法学会では「ADL記憶」という概念を提唱し、10歳～15歳の記憶の中にADLを維持する記憶が含まれており、その記憶が消失することでADLも低下すると指摘している。こうした記憶とADLの関係は、数値化しにくく、行動表現によってその関係を示していたが「R-ADL・ラデル・記憶ADLチェックリスト」を開発し、ADL記憶の存在を確認できるようになった。つまり、仮説は、「ADL記憶（10歳～15歳の記憶）のレベルが維持されている高齢者ほどADLも維持されている」。

### 目的
施設に入所している高齢者にR-ADLを実施して、ADL記憶の存在を確認し、ADLと記憶の関係を明らかにする。

### 方法
- 実施施設：札幌市内の高齢者専用賃貸住宅・介護付き老人ホーム
- 被験者数：50名
- 年齢幅：71歳～100歳
- 実施時期：2012年4月

### R-ADLについて
R-ADL(Reminiscence –ADL)は、インタビュー項目1分野と観察評定項目6分野の合計7分野で構成されている。インタビュー項目は、10歳～15歳の記憶のコアとなる小学校や中学校、家族ことなど10項目で構成。10点～30点の範囲。観察評定の分野は、
1. 躯体パフォーマンス分野
2. 四肢パフォーマンス分野
3. 全身衛生分野
4. 顔面衛生分野
5. 食事分野
6. コミュニケーション分野

の6つの分野で構成。各分野4～6項目で構成され観察5段階法により評定される。なお、本調査では、客観性を向上させるため同一被験者に対して介護者3名が評定し、その評定平均値を採用した。

### 結果
50名のデータを「年齢別群」と「記憶別群」に分けて集計した。
年齢別群は、平均年齢73.3歳群（71～77歳）6名、82.1歳群（80～84歳）13名、87.0歳群（85歳～89歳）20名、94.2歳群（90～100歳）11名）の4群構成となった。
記憶別群は、10点群（記憶健常・10点）17名、平均点数12.1点群（11～15点）15名、17.8点群（17～19点）5名、25.8点群（23～27点）6名、30点群（記憶消失・30点）の構成となった。
- 「第1図年齢別比較グラフ」は、年齢別に4群をADL6領域ごとに示したもので、最高点と最低点の得点差が小さい。
- 「第2図ADL記憶別比較グラフ」は、記憶得点ごとに5群に分け、ADL6領域ごとに示した。これによると、15点ラインを境に得点差が見られた。
- 「第3図年齢群別介護度グラフ」は、73.6歳群に比べて86.5歳群の介護度の方が軽いことを示した。
- 「第4図記憶群別介護度グラフ」は、各郡ごとに介護度の平均値をあらわした。記憶の清明度と介護度が正の相関を示している。

### 考察
①ADLと年齢の相関は低い。
第1図年齢別比較によれば、70歳～90歳代までの点差は小さく、各世代ごとのグラフをみてもほぼ同じラインを描いていることがわかる。最大差の躯体領域で5.3ポイント、最少差のコミュニケーション分野では、0.8ポイントであり、記憶分野でも2.1ポイント差の範囲内に収まっている。つまり、年齢が高いからと言ってADLが低いとは必ずしも言えないことがわかる。介護を必要とする場合、年齢よりもその症状により入所を希望することが窺い知れる。そのため、年齢別群によるADLの差が小さかったと理解できる。
②記憶の清明さは、ADLとの相関が高い
第2図ADL記憶別比較によれば、各5群の平均年齢が82歳～88歳までと6歳の範囲内に入っている。実年齢の差に比べてかなり狭い範囲と言える。最少得点群と最高得点群の差は、最大差の躯体分野と顔面分野で17.0ポイント、最少差の食事分野では10.1ポイントの差があった。つまり、記憶の清明さがADLに相関していることが明らかになった。
③介護度による年齢差は小さい。
第3図年齢群別介護度グラフは、各年齢群ごとに介護度の平均を示したもので、年齢と介護度が負の相関を示す傾向にあった。
④記憶の清明さは、介護度と相関している。
第4図記憶別介護度グラフをみると、明らかに要介護度が重いほど記憶の清明さが失われている。自分の記憶を保つことが、介護度を重くさせないことになることが検証された。

### 検討
①記憶を維持させることが、ADLを維持させることになる。
この調査でわかるように、記憶がはっきりしていることがADLを維持されることからわかるように、記憶を失わないようにすることがADLを維持させることになる。調査を行った老人ホームでは、職員が回想法を学び、日常的に昔の楽しいおしゃべりをするように心がけている。現実に介護職員は、記憶が回復するにともなってADLも回復することを体験的に感じていた。高齢者は時間の経過にともなってADLが低下するものだという前提で考える傾向にあるが、ADLの回復がある以上こうした先入観を改める必要があるだろう。
②記憶領域での15ポイント以上は要注意
第2図記憶別比較グラフをみると、15点以下群と16点以上群に差が出ている。記憶チェック項目での15点というラインは10歳～15歳の記憶が半分残っている状態で、半分以上残っているとADLもかなり維持されていることがわかった。つまり、R-ADLの記憶項目得点が15点以上となった場合は、これからADL低下の恐れがあると考えられる。
③食事領域の差は小さい。
ADLの中でも食事領域の差が一番小さい。食べるという基本的欲求は記憶との関係は薄いようだが、箸やスプーンを使うとなると記憶との関連は強いと考えられるので、お箸が使えるかどうかが記憶との関連を知る手掛かりとなる。
④個人内変化をとらえる。
今回の調査は、50人を対象としたものだが「みんなの中でどの位置か」という視点は、全体をとらえるには意味を持つが、個人の変化をとらえるためには、定期的にR-ADLを実施して個人内変化を観察することが望ましい。今後は、3か月ごとにR-ADLを行い、個人内変化を時系列で観察していく。